# Giro dei Paesi Bassi 1987
Il Giro dei Paesi Bassi 1987, ventisettesima edizione della corsa, si svolse dal 17 al 22 agosto 1987 su un percorso di 947 km ripartiti in 6 tappe e un cronoprologo, con partenza da Bergen op Zoom e arrivo a Gulpen. Fu vinto dall'olandese Teun van Vliet della squadra Panasonic davanti al belga Marc Sergeant e all'altro olandese Adrie van der Poel.

## Tappe
| Tappa  | Data      | Percorso                                            | km   | Vincitore di tappa              | Leader cl. generale |
| ------ | --------- | --------------------------------------------------- | ---- | ------------------------------- | ------------------- |
| Prol.  | 17 agosto | Bergen op Zoom > Bergen op Zoom (cron. individuale) | 3,5  | Jelle Nijdam                    | Jelle Nijdam        |
| 1ª     | 18 agosto | Bergen op Zoom > Huizen                             | 218  | Teun van Vliet                  | Teun van Vliet      |
| 2ª     | 19 agosto | Huizen > Almelo                                     | 207  | Marc Sergeant                   | Teun van Vliet      |
| 3ª     | 20 agosto | Almelo > Groninga                                   | 190  | Jean-Paul van Poppel            | Teun van Vliet      |
| 4ª     | 21 agosto | Apeldoorn > Nimega                                  | 117  | Mathieu Hermans                 | Soren Lilholt       |
| 5ª     | 21 agosto | Wijchen > Nimega (cron. a squadre)                  | 14,3 | Superconfex-Kwantum Hallen-Yoko | Jelle Nijdam        |
| 6ª     | 22 agosto | Maastricht > Gulpen                                 | 197  | Laurent Fignon                  | Teun van Vliet      |
| Totale | Totale    | Totale                                              | 947  |                                 |                     |

## Dettagli delle tappe

### Prologo
- 17 agosto: Bergen op Zoom > Bergen op Zoom (cron. individuale) – 3,5 km

| Pos. | Corridore      | Squadra     | Tempo |
| ---- | -------------- | ----------- | ----- |
| 1    | Jelle Nijdam   | Superconfex | 4'16" |
| 2    | Laurent Fignon | Système U   | a 6"  |
| 3    | Phil Anderson  | Panasonic   | s.t.  |

| Pos. | Corridore    | Squadra     | Tempo |
| ---- | ------------ | ----------- | ----- |
| 1    | Jelle Nijdam | Superconfex |       |

### 1ª tappa
- 18 agosto: Bergen op Zoom > Huizen – 218 km

| Pos. | Corridore            | Squadra     | Tempo    |
| ---- | -------------------- | ----------- | -------- |
| 1    | Teun van Vliet       | Panasonic   | 4h58'11" |
| 2    | Jean-Paul van Poppel | Superconfex | a 7"     |
| 3    | Wim Arras            | PDM         | s.t.     |

| Pos. | Corridore      | Squadra   | Tempo |
| ---- | -------------- | --------- | ----- |
| 1    | Teun van Vliet | Panasonic |       |

### 2ª tappa
- 19 agosto: Huizen > Almelo – 207 km

| Pos. | Corridore          | Squadra   | Tempo    |
| ---- | ------------------ | --------- | -------- |
| 1    | Marc Sergeant      | Lotto     | 4h53'22" |
| 2    | Phil Anderson      | Panasonic | s.t.     |
| 3    | Peter Stevenhaagen | PDM       | s.t.     |

| Pos. | Corridore      | Squadra   | Tempo |
| ---- | -------------- | --------- | ----- |
| 1    | Teun van Vliet | Panasonic |       |

### 3ª tappa
- 20 agosto: Almelo > Groninga – 190 km

| Pos. | Corridore            | Squadra     | Tempo    |
| ---- | -------------------- | ----------- | -------- |
| 1    | Jean-Paul van Poppel | Superconfex | 4h37'46" |
| 2    | Wim Arras            | PDM         | s.t.     |
| 3    | Eric Vanderaerden    | Panasonic   | s.t.     |

| Pos. | Corridore      | Squadra   | Tempo |
| ---- | -------------- | --------- | ----- |
| 1    | Teun van Vliet | Panasonic |       |

### 4ª tappa
- 21 agosto: Apeldoorn > Nimega – 117 km

| Pos. | Corridore       | Squadra     | Tempo    |
| ---- | --------------- | ----------- | -------- |
| 1    | Mathieu Hermans | Caja Rural  | 2h45'53" |
| 2    | Soren Lilholt   | Système U   | s.t.     |
| 3    | Jelle Nijdam    | Superconfex | s.t.     |

| Pos. | Corridore     | Squadra   | Tempo |
| ---- | ------------- | --------- | ----- |
| 1    | Soren Lilholt | Système U |       |

### 5ª tappa
- 21 agosto: Wijchen > Nimega (cron. a squadre) – 14,3 km

| Pos. | Squadra                         | Tempo  |
| ---- | ------------------------------- | ------ |
| 1    | Superconfex-Kwantum Hallen-Yoko | 16'39" |
| 2    | Panasonic                       | a 11"  |
| 3    | PDM-Ultima-Concorde             | a 13"  |

| Pos. | Corridore    | Squadra     | Tempo |
| ---- | ------------ | ----------- | ----- |
| 1    | Jelle Nijdam | Superconfex |       |

### 6ª tappa
- 22 agosto: Maastricht > Gulpen – 197 km

| Pos. | Corridore      | Squadra   | Tempo    |
| ---- | -------------- | --------- | -------- |
| 1    | Laurent Fignon | Système U | 4h36'32" |
| 2    | Steven Rooks   | PDM       | s.t.     |
| 3    | Erik Breukink  | Panasonic | s.t.     |

| Pos. | Corridore          | Squadra   | Tempo     |
| ---- | ------------------ | --------- | --------- |
| 1    | Teun van Vliet     | Panasonic | 22h22'45" |
| 2    | Marc Sergeant      | Lotto     | a 26"     |
| 3    | Adrie van der Poel | PDM       | a 35"     |

## Classifiche finali

### Classifica generale
| Pos. | Corridore           | Squadra                         | Tempo     |
| ---- | ------------------- | ------------------------------- | --------- |
| 1    | Teun van Vliet      | Panasonic                       | 22h22'45" |
| 2    | Marc Sergeant       | Lotto-Eddy Merckx               | a 26"     |
| 3    | Adrie van der Poel  | PDM-Ultima-Concorde             | a 35"     |
| 4    | Mathieu Hermans     | Caja Rural-Orbea                | a 44"     |
| 5    | Edwig Van Hooydonck | Superconfex-Kwantum Hallen-Yoko | a 54"     |
| 6    | Guy Nulens          | Panasonic                       | a 1'05"   |
| 7    | Gert-Jan Theunisse  | PDM-Ultima-Concorde             | a 1'13"   |
| 8    | Gert Jakobs         | Superconfex-Kwantum Hallen-Yoko | a 4'17"   |
| 9    | Christophe Lavainne | Système U                       | a 4'22"   |
| 10   | Peter Harings       | Panasonic                       | a 6'45"   |